# Oliver Hudson
Oliver Rutledge Hudson (Los Ángeles, California; 7 de septiembre de 1976) es un actor estadounidense conocido por su papel principal como Wes Gardner en la serie de televisión Scream Queens y Eddie Doling en Dawson's Creek.

## Carrera
Hudson nació en Los Ángeles, California, el hijo de la actriz Goldie Hawn y del músico Bill Hudson. Sus padres se divorciaron en 1980. Él y su hermana, la actriz Kate Hudson, se criaron en Colorado, por su madre y el novio de su madre desde hace mucho tiempo, el actor Kurt Russell, Hudson dice que considera a Russell como su padre. Tiene cuatro medios hermanos: Emily y Zachary, del posterior matrimonio de su padre biológico con la actriz Cindy Williams; Lalania, de otra de las relaciones de su padre en 2006, y Wyatt, de la relación de su madre con Kurt Russell.
Hudson es de ascendencia húngara, italiana, británica, irlandesa y judía. Fue introducido en la religión judía por su abuela materna. Hudson también es primo de la cantante Sarah Hudson.
Hudson se casó con la actriz Erinn Bartlett el 9 de junio de 2006 en México. La ceremonia fue oficiada por un monje budista. La pareja tiene dos hijos, Wilder Brooks Hudson, nacido el 3 de agosto de 2007 y Bodhi Hawn Hudson, nacido el 19 de marzo de 2010. En julio del 2013, la pareja dio la bienvenida a una niña, a la que han llamado Rio.

## Filmografía
- Splitting Up Together
- Scream Queens
- Nashville
- Grown Ups 2
- Walk of Shame
- Kill the Man
- The Out-of-Towners
- Rocket's Red Glare
- The Smokers
- Going Greek
- Falsa Amistad
- My Guide to Becoming a Rock Star
- Dawson's Creek
- As Virgins Fall
- The Mountain
- Mr. Dramatic
- 10.5 Apocalipsis
- The Breed
- Black Christmas
- The Weekend
- Carolina Moon
- Rules of Engagement
- Strange Wilderness
- The Christmas Chronicles